# NGC 6470
NGC 6470 (również PGC 60778 lub UGC 10974) – galaktyka spiralna (Sc), znajdująca się w gwiazdozbiorze Smoka. Odkrył ją Lewis A. Swift 9 czerwca 1886 roku. W wielu katalogach astronomicznych galaktyka ta jest identyfikowana jako NGC 6472, gdyż podane przez Swifta pozycje i opisy tej i kilku sąsiednich galaktyk nie były zbyt dokładne, co spowodowało problemy z jednoznaczną ich identyfikacją.